# جزيرة أوباك الغربية الكبرى
جزيرة أوباك الغربية الكبرى وهي جزيرة من جزر إندونيسيا، تتبع بولاو سيريبو في إقليم جاكارتا.